# 머니 롱
머니 롱(Muni Long, 1988년 9월 14일 ~ )은 미국의 싱어송라이터이다. 예명 이전에는 본명인 프리실라 르네(Priscilla Renea)로 활동했다. 제65회 그래미상(2023년) 올해의 신인상 후보에 올랐다.

## 음반 목록

### 정규 음반
- Jukebox (2009)
- Coloured (2018)
- Public Displays of Affection: The Album (2022)

### EP
- Hello My Apple (2009)
- Dollhouse (Remixes) (2009)
- Black Like This (2000)
- Nobody Knows (2000)
- Public Displays of Affection (2000)